# Tidioute
Tidioute is een plaats (borough) in de Amerikaanse staat Pennsylvania, en valt bestuurlijk gezien onder Warren County.

## Demografie
Bij de volkstelling in 2000 werd het aantal inwoners vastgesteld op 792.
In 2006 is het aantal inwoners door het United States Census Bureau geschat op 739, een daling van 53 (-6.7%).

## Geografie
Volgens het United States Census Bureau beslaat de plaats een oppervlakte van
3,6 km², waarvan 2,9 km² land en 0,7 km² water. Tidioute ligt op ongeveer 343 m boven zeeniveau.

## Plaatsen in de nabije omgeving
De onderstaande figuur toont nabijgelegen plaatsen in een straal van 28 km rond Tidioute.